# Erythrodes
Erythrodes es un género de orquídeas perteneciente a la subfamilia Orchidoideae dentro de la familia Orchidaceae. Tiene 26 especies aceptadas.

## Especies
1. Erythrodes aggregata (T.P.Lin & W.M.Lin) T.P.Lin, Taiwania 61: 96 (2016).[2]
2. Erythrodes amboinensis (J.J.Sm.) J.J.Sm., Bull. Jard. Bot. Buitenzorg, III, 5: 17 (1922).
3. Erythrodes bicarinata Schltr., Repert. Spec. Nov. Regni Veg. Beih. 1: 61 (1911).
4. Erythrodes blumei (Lindl.) Schltr. in K.M.Schumann & C.A.G.Lauterbach, Fl. Schutzgeb. Südsee, Nachtr.: 87 (1905).
5. Erythrodes boettcheri Ames, Schedul. Orchid. 6: 8 (1923).
6. Erythrodes celebensis P.O'Byrne, Malayan Orchid Rev. 35: 55 (2001).
7. Erythrodes chinensis (Rolfe) Schltr., Orchideen: 117 (1914).
8. Erythrodes forcipata Schltr., Repert. Spec. Nov. Regni Veg. Beih. 1: 60 (1911).
9. Erythrodes glandulosa (Lindl.) Ames, J. Straits Branch Roy. Asiat. Soc., Spec. n.º: 140 (1921).
10. Erythrodes glaucescens Schltr., Repert. Spec. Nov. Regni Veg. Beih. 1: 60 (1911).
11. Erythrodes hirsuta (Griff.) Ormerod in G.Seidenfaden, Contr. Orchid Fl. Thailand 13: 12 (1997).
12. Erythrodes humilis (Blume) J.J.Sm., Bull. Dép. Agric. Indes Néerl. 13: 11 (1907).
13. Erythrodes johorensis (P.O'Byrne) Ormerod, Lindleyana 17: 198 (2002).
14. Erythrodes latifolia Blume, Bijdr.: 410 (1825).
15. Erythrodes latiloba Ormerod, Lindleyana 17: 201 (2002).
16. Erythrodes oxyglossa Schltr., Bot. Jahrb. Syst. 39: 53 (1906).
17. Erythrodes papuana Schltr. in K.M.Schumann & C.A.G.Lauterbach, Fl. Schutzgeb. Südsee, Nachtr.: 87 (1905).
18. Erythrodes parvula Kores, Allertonia 5: 30 (1989).
19. Erythrodes praemorsa Schltr., Repert. Spec. Nov. Regni Veg. Beih. 1: 62 (1911).
20. Erythrodes purpurascens Schltr. in K.M.Schumann & C.A.G.Lauterbach, Fl. Schutzgeb. Südsee, Nachtr.: 88 (1905).
21. Erythrodes sepikana Schltr., Bot. Jahrb. Syst. 58: 56 (1922).
22. Erythrodes tetrodonta Ormerod, Lindleyana 17: 201 (2002).
23. Erythrodes torricellensis Schltr., Repert. Spec. Nov. Regni Veg. Beih. 1: 59 (1911).
24. Erythrodes triloba Carr, Gard. Bull. Straits Settlem. 8: 181 (1935).
25. Erythrodes weberi Ames, Orchidaceae 5: 30 (1915).
26. Erythrodes wenzelii Ames, Orchidaceae 5: 31 (1915).